# Aconitum brevicalcaratum
Aconitum brevicalcaratum är en ranunkelväxtart som beskrevs av Friedrich Ludwig Diels. Aconitum brevicalcaratum ingår i släktet stormhattar, och familjen ranunkelväxter. Utöver nominatformen finns också underarten A. b. parviflorum.